# Bandera de Vilabertran
La bandera oficial de Vilabertran (Alt Empordà) té la següent descripció:
Blava, amb la creu blanca de les armes del municipi carregada de cinc rodelles vermelles de diàmetre 1/6 de l'ample de la bandera i totes tangents als arcs que formen la creu. El pal i els braços de la creu abasten els límits de la tela i el seu eix vertical, que correspon als braços, va desplaçat envers l'asta, a un terç de la llargada total de la bandera. El diàmetre de les circumferències que arrodoneixen els extrems dels braços és d'1/3 de l'ample de la bandera.
La creu és la Creu de Vilabertran o Vera Creu, relíquia de principis de l'edat mitjana custodiada al monestir de Santa Maria de Vilabertran.
Va ser aprovada el 18 de gener de 1990 i publicada en el DOGC el 29 de gener del mateix any amb el número 1248.